# Leichtathletik-Weltmeisterschaften 2009/Teilnehmer (Litauen)
| Gelbes Symbol für Goldmedaillen mit stilisierten Olympischen Ringen | Graues Symbol für Silbermedaillen mit stilisierten Olympischen Ringen | Braundes Symbol für Bronzemedaillen mit stilisierten Olympischen Ringen |
| ------------------------------------------------------------------- | --------------------------------------------------------------------- | ----------------------------------------------------------------------- |
| —                                                                   | —                                                                     | —                                                                       |

Der litauische Leichtathletik-Verband stellte 15 Athleten bei den Leichtathletik-Weltmeisterschaften 2009 in Berlin.

## Ergebnisse

### Männer

#### Laufdisziplinen
| Athlet            | Disziplin   | Vorlauf | Vorlauf | Halbfinale | Halbfinale | Finale       | Finale |
| Athlet            | Disziplin   | Zeit    | Platz   | Zeit       | Platz      | Zeit         | Platz  |
| ----------------- | ----------- | ------- | ------- | ---------- | ---------- | ------------ | ------ |
| Vilius Mikelionis | 20 km Gehen |         |         |            |            | 1:32:53 h    | 44     |
| Donatas Škarnulis | 50 km Gehen |         |         |            |            | 3:50:56 h SB | 13     |
| Tadas Šuškevičius | 50 km Gehen |         |         |            |            | 3:54:29 h PB | 16     |

#### Sprung/Wurf
| Athlet            | Disziplin  | Qualifikation | Qualifikation | Finale             | Finale             |
| Athlet            | Disziplin  | Weite/Höhe    | Platz         | Weite/Höhe         | Platz              |
| ----------------- | ---------- | ------------- | ------------- | ------------------ | ------------------ |
| Mantas Dilys      | Dreisprung | 16,09 m       | 36            | nicht qualifiziert | nicht qualifiziert |
| Virgilijus Alekna | Diskuswurf | 65,04 m       | 6             | 66,36 m            | 4                  |
| Tomas Intas       | Speerwurf  | 68,40 m       | 43            | nicht qualifiziert | nicht qualifiziert |

### Frauen

#### Laufdisziplinen
| Athletin            | Disziplin    | Vorlauf     | Vorlauf | Halbfinale         | Halbfinale         | Finale             | Finale             |
| Athletin            | Disziplin    | Zeit        | Platz   | Zeit               | Platz              | Zeit               | Platz              |
| ------------------- | ------------ | ----------- | ------- | ------------------ | ------------------ | ------------------ | ------------------ |
| Irina Krakoviak     | 800 m        | 2:04,26 min | 25      | nicht qualifiziert | nicht qualifiziert | nicht qualifiziert | nicht qualifiziert |
| Irina Krakoviak     | 1500 m       | 4:08,96 min | 19      | 4:12,54 min        | 22                 | nicht qualifiziert | nicht qualifiziert |
| Sonata Tamošaitytė  | 100 m Hürden | 13,44 s     | 31      | nicht qualifiziert | nicht qualifiziert | nicht qualifiziert | nicht qualifiziert |
| Živilė Balčiūnaitė  | Marathon     |             |         |                    |                    | 2:31:06 h SB       | 18                 |
| Remalda Kergytė     | Marathon     |             |         |                    |                    | 2:45:28 h SB       | 51                 |
| Kristina Saltanovič | 20 km Gehen  |             |         |                    |                    | 1:31:23 h SB       | 8                  |
| Brigita Virbalytė   | 20 km Gehen  |             |         |                    |                    | 1:36:28 h          | 24                 |

#### Sprung/Wurf
| Athletin          | Disziplin   | Qualifikation | Qualifikation | Finale             | Finale             |
| Athletin          | Disziplin   | Weite/Höhe    | Platz         | Weite/Höhe         | Platz              |
| ----------------- | ----------- | ------------- | ------------- | ------------------ | ------------------ |
| Austra Skujytė    | Kugelstoßen | 17,86 m PB    | 17            | nicht qualifiziert | nicht qualifiziert |
| Zinaida Sendriūtė | Diskuswurf  | 54,55 m       | 31            | nicht qualifiziert | nicht qualifiziert |
| Indrė Jakubaitytė | Speerwurf   | 55,86 m       | 24            | nicht qualifiziert | nicht qualifiziert |